# Unilineaire afstamming
Unilineaire afstamming is een verwantschapssysteem van afstammingsbepaling waarbij de dochter of zoon lid wordt van de afstammingsgroep van of de vader of de moeder. In het eerste geval is dit patrilineaire afstamming, in het tweede geval matrilineaire afstamming.

## Afstammingsgroepen
Unilineaire afstamming komt vooral voor bij tribale samenlevingen die nog geen centraal gezag kennen. Bij lineage is nog precies bekend aan wie iedereen verwant is. Groepen kunnen echter dusdanig groot groeien dat deze opgesplitst moeten worden, zodat de exacte invulling van de onderlinge verwantschap niet meer bekend is. Dit zijn clans, waarbij nog wel een bewustzijn is van verwantschap, ook al is de exacte verwantschapsband onbekend.

## Omstandigheden
Unilineaire groepen zijn over het algemeen exogaam, zodat partners buiten de eigen groep moeten worden gevonden. De voorkeur voor een patri- dan wel matrilineaire nadruk daarbij is geen statische, maar kan veranderen afhankelijk van de omstandigheden. Zo is bij de jacht de verhouding tussen vader en zoon belangrijk, zodat virilokaliteit de voorkeur kan krijgen. Bij eenvoudige landbouw als zwerflandbouw kan de rol van de vrouw belangrijker zijn zodat een verschuiving optreedt naar uxorilokaliteit. Bij permanente landbouw en irrigatielandbouw wordt het erfrecht belangrijker zodat virilokaliteit belangrijker wordt.

## Overdracht van rechten
Hieruit kunnen patri- dan wel matrilineaire afstammingsgroepen ontstaan. Deze afstammingsgroepen zijn niet volledig tegengesteld aan elkaar, aangezien in beide de man het openbare leven domineert. Waar in een patrilineaire groep de rechten en functies worden overgedragen van vader op zoon, geldt in een matrilineaire groep niet dat dit wordt overgedragen van moeder op dochter, maar van mannen naar de kinderen van zijn zuster. Matrilineariteit impliceert dus geen matriarchale samenleving. Als een vader zijn eigen zoon ook wil laten profiteren van bepaalde rechten, ook wel complementaire filiatie genoemd, kan dit moeilijkheden opleveren met de zoons van zijn zuster. Een matrilineaire samenleving kan dan ook voor meer complicaties zorgen dan een patrilineaire.

### Dubbel-unilineaire afstamming
In sommige samenlevingen worden bepaalde rechten patrilineair doorgegeven en andere matrilineair, dubbel-unilineaire afstamming. Zo worden bij de Yakö onroerende goederen via de mannelijke lijn doorgegeven en roerende goederen via de vrouwelijke lijn.
Hoewel ook in patri- en matrilineaire groepen wel sprake is van overdracht van voorrechten aan kinderen die daar formeel geen recht op hebben, wordt daarbij niet gesproken van dubbel-unilineaire afstamming. Deze complementaire filiatie is slechts de erkenning dat men zowel een vader als een moeder heeft.
Als de afstamming via mannen en vrouwen als gelijkwaardig wordt beschouwd, dan is er sprake van bilaterale afstamming.